# Urzędowa transliteracja białoruskich nazw geograficznych alfabetem łacińskim

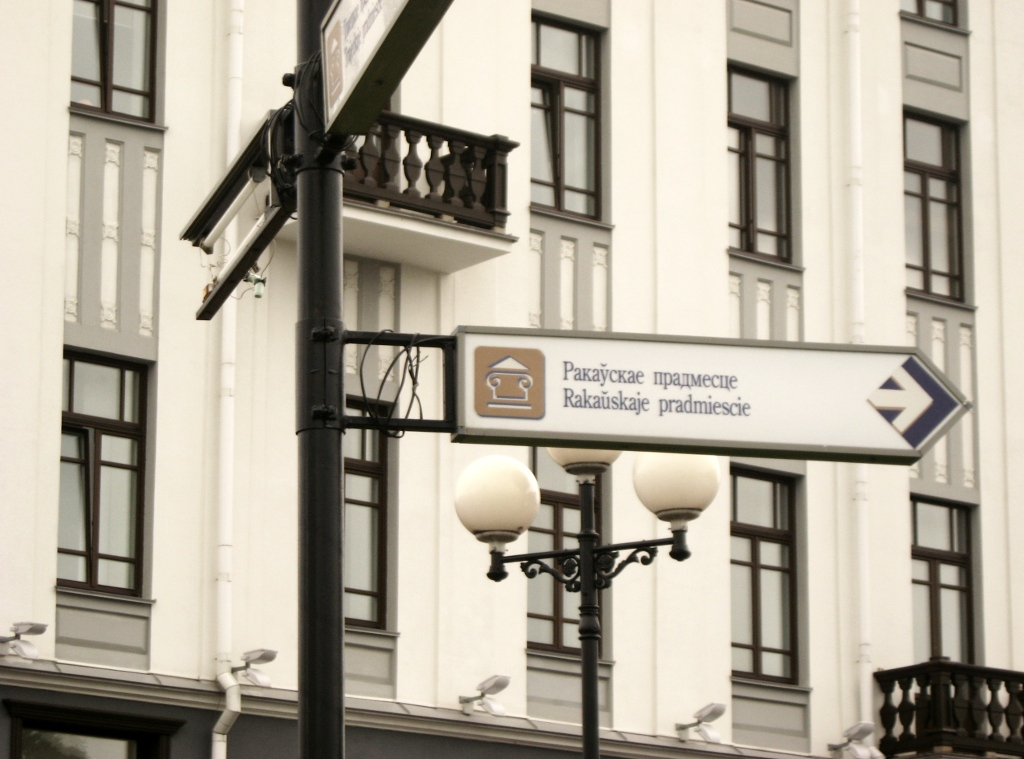
Drogowskaz w centrum Mińska z nazwami zapisanymi alfabetem cyrylickim oraz po transliteracji.

Urzędowa transliteracja białoruskich nazw geograficznych – przyjęta w 2000 roku oficjalna metoda latynizacji alfabetu białoruskiego opracowana na potrzeby transliteracji nazw geograficznych. System oparto na białoruskim alfabecie łacińskim (łacince), choć nie jest on z nią tożsamy.

## Historia
Metodę transliteracji zawarto w Instrukcji zatwierdzonej uchwałą nr 15 Państwowego Komitetu Zasobów Naturalnych, Geodezji i Kartografii z 23 listopada 2000 roku, która weszła w życie po publikacji w dzienniku urzędowym 11 stycznia 2001 r. Jej pełna nazwa w języku rosyjskim brzmi: Инструкция по транслитерации географических названий Республики Беларусь буквами латинского алфавита („Instrukcja transliteracji nazw geograficznych Republiki Białorusi literami alfabetu łacińskiego”). Dokument został znowelizowany uchwałą nr 38 Państwowego Komitetu Nieruchomości z 11 czerwca 2007 r.
W 2006 roku metoda wprowadzona Instrukcją została przedłożona przez Białoruś Grupie Ekspertów ds. Nazw Geograficznych przy Radzie Gospodarczej i Społecznej ONZ (UNGEGN) w celu przedyskutowania ewentualnej rekomendacji jej stosowania. Po nowelizacji z 2007 roku raz jeszcze dokument został zgłoszony do UNGEGN. W 2012 roku rezolucją X/6 Grupa Ekspertów zaleciła korzystanie z Instrukcji przy transliteracji białoruskich nazw geograficznych.

## Metoda
Instrukcja w swej treści określa, że jej stosowanie jest obowiązkowe dla wszystkich ministerstw, organów administracji państwowej i innych podmiotów (w tym prywatnych czy zagranicznych) w zakresie przekładu nazw geograficznych na alfabet łaciński (pkt 2). W dalszej jej części zastrzeżono, że transliteracji należy poddawać jedynie oficjalnie przyjęte współczesne formy białoruskie (pkt 3 i 7).
Romanizacja przy użyciu omawianej metody co do zasady jest odwracalna – m.in. odpowiednio stosuje się wielkie i małe litery (pkt 9), pisownię łączną, rozdzielną, z łącznikiem (pkt 11). Choć przy transliteracji pomija się apostrof (’), jego obecność można odtworzyć z uwagi na sposób konwersji następujących po nim liter е, ё, ю oraz я. Wyjątkiem jest sytuacja, gdy znak ów występuje przed literą і (-’і-) – wówczas opuszczony apostrof pozostaje bez wpływu na transliterację, a co za tym idzie jest nie do odtworzenia podczas retransliteracji (np. Мар’іна Горка). Drugim z wyjątków jest dwuznak „ch”, który może być wynikiem latynizacji litery х, ale także stosunkowo rzadkiego złożenia цг (np. эрцгерцаг). Podobnie zbitki „ia”, „ie”, „io”, „iu”  mogą powstać zarówno w drodze latynizacji liter я, е, ё oraz ю, ale także rzadkich złożeń іа, іэ, іо czy іу (np. гуміарабік, паліэдр, ампіокс, кансіліум).
Instrukcja przewiduje również, że w przypadku tworzenia spisów nazw geograficznych poddanych transliteracji, stosować należy kolejność liter wynikającą z białoruskiej łacinki (a, b, c, č itd.), nie zaś z alfabetu cyrylickiego (a, b, v, h itd. – pkt 12).
Do zapisu przekonwertowanych na podstawie omawianej metody nazw białoruskich stosuje się:
- 22 litery alfabetu łacińskiego: a, b, c, d, e, f, h, i, j, k, l, m, n, o, p, r, s, t, u, v, y, z[6],
- 3 litery z karonem: č, š, ž[6],
- 5 liter z akutem: ć, ĺ, ń, ś, ź[6] (do 2007 roku odpowiadający miękkiemu znakowi symbol „´” stawiano nie nad literą, a za nią – c´, l´, n´, s´, z´)[8],
- 1 literę z brewisem: ŭ[6] (do 2007 roku stosowano grafem „ú”)[8],
- 4 dwuznaki: ch (odpowiadający literze cyrylicznej х), dz, dž (odpowiadające dwuznakom cyrylicznym дз, дж), dź (odpowiadająca trójznakowi cyrylicznemu дзь).

Ponadto cztery cyryliczne litery я, е, ё oraz ю kodują dyftongi i z tego powodu oddawane są przy pomocy niniejszej metody za pomocą zbitek „ja”, „je”, „jo”, „ju” bądź „ia”, „ie”, „io”, „iu”.

### Tabela transliteracji
| А а | A a      | З з | Z z Ź ź | П п | P p     | Ц ц | C c Ć ć    |
| Б б | B b      | І і | I i     | Р р | R r     | Ч ч | Č č        |
| В в | V v      | Й й | J j     | С с | S s Ś ś | Ш ш | Š š        |
| Г г | H h      | К к | K k     | Т т | T t     | Ы ы | Y y        |
| Д д | D d      | Л л | L l Ĺ ĺ | У у | U u     | Э э | E e        |
| Е е | Je je ie | М м | M m     | Ў ў | Ŭ ŭ     | Ю ю | Ju ju iu   |
| Ё ё | Jo jo io | Н н | N n Ń ń | Ф ф | F f     | Я я | Ja ja ia   |
| Ж ж | Ž ž      | O o | O o     | Х х | Ch ch   | ’   | pomija się |

### Różnice w stosunku do tradycyjnej łacinki białoruskiej
- W tradycyjnej łacince białoruskiej istnieją litery „ł” i jej miękki odpowiednik „l”. W urzędowej transliteracji litera „l” stanowi wariant twardy i po zmiękczeniu przyjmuje regularną formę „ĺ”.
- W tradycyjnej łacince białoruskiej (podobnie jak w ortografii cyrylicznej przed 1933 rokiem) odnotowuje się miękkość spółgłoski w pozycji przed kolejną spółgłoską – np. vobłaść (вобласьць). W urzędowej transliteracji (podobnie jak we współczesnej urzędowej ortografii cyrylicznej) miękkość spółgłoski w położeniu przed spółgłoską pomija się – voblasć (вобласць).
- W tradycyjnej łacince białoruskiej istnieje litera „g” stosowana dla oddania rzadkiej w języku białoruskim głoski /g/ (ґ). W urzędowej transliteracji (podobnie jak we współczesnej urzędowej ortografii cyrylicznej) nie występuje różnica w zapisie pomiędzy głoskami /g/ i /h/.